# Кол (Тревизо)
Кол је насеље у Италији у округу Тревизо, региону Венето.
Према процени из 2011. у насељу је живело 44 становника. Насеље се налази на надморској висини од 255 м.